# Слобідка (Роменський район)
Слобі́дка —  село в Україні, у Роменському районі Сумської області. Населення становить 88 осіб. Входить до складу Синівської сільської громади.
Після ліквідації Липоводолинського району 19 липня 2020 року село увійшло до Роменського району.

## Географія
Село Слобідка розташоване на правому березі річки Грунь, вище за течією на відстані 0.5 км розташоване село Підставки, нижче за течією на відстані 1.5 км розташоване село Сватки, на протилежному березі - село Бірки (Миргородський район) Полтавської області.
Поруч пролягає автомобільний шлях Т 1913.

## Історія
Село постраждало внаслідок геноциду українського народу, проведеного урядом СРСР 1923–1933 та 1946–1947 роках.
У радянські часи село було об'єднане із сусіднім селом Підставки, але 1993 року було відновлене рішенням Сумської обласної ради від 29 квітня 1993 року.
До 2018 року орган місцевого самоврядування — Підставська сільська рада.